# GMM-120
GMM-120 (груз. გმმ-120) — грузинский 120-мм самоходный миномет.

## История создания и производства
Опытный образец GMM-120 была разработана в 2016 году государственным военным научно-техническим центром Дельта включающего в своем составе практически все оборонные предприятия и научно-исследовательские институты Грузии, такие как Тбилисский авиазавод, Тбилисский танкоремонтный завод
Впервые была показана на параде в Тбилиси 26 мая 2016 года, в День независимости Грузии.

## Конструкция
GMM-120 имеет полностью бронированное шасси с колесной формулой 6х6, выполненное на основе коммерческого грузового автомобиля MAN KAT1. В бронированном корпусе на поворотной платформе размещается 120-мм миномет с откатными устройствами. Приводы наведения — электромеханические. Машина оснащена современной цифровой системой управления огнем и навигации.

## Вооружение
120-мм миномет
- скорострельность в минуту 12 — выстрелов
- скорострельность с максимальным зарядом — 60 выстрелов
- скорострельность с дальним зарядом — 50 выстрелов
- ресурс артиллерийской части — 4000 выстрелов
- масса артиллерийской части — 2000 кг